# 광해군일기
광해군일기(光海君日記)는 조선 광해군의 재위 기간을 기록한 역사책이다. 1633년(인조 11년) 편찬한 광해군일기 중초본(태백산본)과 1653년(효종 4년) 편찬한 광해군일기 정초본(정족산본)의 두 종류가 전해진다.